# Bathtub Shitter
A Bathtub Shitter japán extrém metal együttes.

## Története
Az obszcén nevű zenei társulat 1996-ban alakult meg Oszakában. Grindcore, thrash metal és hardcore punk műfajokban játszanak. Nevükhöz híven az ürülék a fő témájuk, de a politika és a természet védelme is a témáik közé tartozik. Dalaikra jellemző a humor is. Lemezeiket a grindcore előadókra szakosodott német "Power It Up Records" kiadó jelenteti meg. 2006-ban Magyarországon is felléptek, a budapesti "Music Factory" klubban.

## Tagjai
- Masato Henmarer Morimoto - ének
- Yuki Karoki - basszusgitár
- Daisuke Tanabe - gitár
- Keisuke Sugayama - dobok

## Diszkográfia
Stúdióalbumok
- Wall of World is Words (2000)
- Lifetime Shitlist (2003)
- Dance Hall Grind (2005)

## Egyéb kiadványok
- No Title (demó, 1996)
- Demo '97
- Shitter at Salzgitter (Live in Germany 2004) (koncertalbum)
- Early Yeah(s) (válogatáslemez, 2005)
- Angels Save Us plus Mark a Muck (válogatáslemez, 2005)
- Bathtub Shitter / Dudman (split lemez)
- Misery Index / Bathtub Shitter (split lemez)
- Bathtub Shitter / Japanische Kampfhörspiele (split lemez)
- Fertilizer (EP)
- 97+3 Shit Points (EP)
- One Fun (EP)
- Mark a Muck (EP)
- Angels Save Us (EP)
- Lifetime Shitlist EP
- Xmas (EP)
- Skate of Bulgaria (EP)